# Aphis impatiphila
Aphis impatiphila är en insektsart som beskrevs av Pashtshenko 1993. Aphis impatiphila ingår i släktet Aphis och familjen långrörsbladlöss. Inga underarter finns listade i Catalogue of Life.